# Zaccaria Giacometti
Zaccaria Giacometti (ur. 26 września 1893 w Stampie, zm. 10 sierpnia 1970 w Zurychu) – szwajcarski prawnik.

## Życiorys
Jego rodzicami byli nauczyciel Zaccaria Giacometti (1856–1897) i Anna/Cornelia (1868–1905) z domu Stampa.
Po wczesnej śmierci rodziców wychowywał się w domu ciotecznego dziadka. Bliskie związki łączyły go z rodziną wuja Giovanniego Giacomettiego (był mężem siostry jego zmarłej matki; pokrewieństwo w linii męskiej było nieco dalsze) i jego dzieci, w tym synów Alberto, Diego i Bruno, którzy mieli z czasem stać się światowej klasy artystami. W wieku 14 lat zamieszkał w internacie gimnazjum w Schiers, gdzie był bardzo wysoko ceniony przez nauczycieli i innych uczniów.
Studiował prawo na uniwersytetach w Bazylei i Zurychu; na tym drugim kolejno uzyskał doktorat w 1919 (rozprawa dotyczyła rozdziału państwa i Kościoła), habilitację w 1924 (rozprawa dotyczyła relacji pomiędzy prawem publicznym a cywilnym w orzecznictwie Sądu Najwyższego Szwajcarii). Zawodowo związał się na stałe z Uniwersytetem Zuryskim. Jego promotorem i mentorem w początkach kariery uniwersyteckiej był profesor Fritz Fleiner. Stanowisko profesora nadzwyczajnego prawa publicznego i kanonicznego otrzymał w 1927, a od 1936 był profesorem zwyczajnym prawa publicznego, jako następca Fleinera. W latach 1954–1955 pełnił funkcję rektora.
Zawarł związek małżeński z Johanną Mezger.
Mimo że sam był protestantem, Giacometti był zafascynowany prawem kanonicznym Kościoła katolickiego i widział w nim, wraz z wieloma innymi nauczycielami akademickimi, wzór i zarazem źródło form oraz instytucji prawa administracyjnego. Nie przeszkodziło mu to w publicznym krytykowaniu, wspólnie z Fleinerem, nawiązania stosunków dyplomatycznych między Szwajcarią a Stolicą Apostolską i przybycia nuncjusza w 1920, po zerwaniu tychże stosunków w 1874.
Giacometti był liberałem i pozytywistą jednocześnie. Uważał wolność za najbardziej podstawowe z praw i z tego powodu propagował ideę praworządności państwa, odrzucał niepodlegające kontroli bądź oparte na swobodzie decydowania działania państwa. Widział przy tym wynikający z równości praw zakaz arbitralności decyzji jako substytut brakujących uregulowań prawa administracyjnego.
W okresie międzywojennym władze federalne Szwajcarii miały wyraźny charakter autorytarny, omijając wymagane ustawą zasadniczą referenda za pomocą częstego stosowania klauzuli o wielkiej pilności zmiany prawa. Po wybuchu wojny parlament przyznał rządowi nadzwyczajne uprawnienia, w zasadzie przenosząc stanowienie prawa z parlamentu do rządu. Giacometti publicznie wyrażał stanowisko, że stanowiło to pogwałcenie konstytucji Szwajcarii, naruszając podział władzy i wprowadzając pozakonstytucyjny stan wyjątkowy, podczas gdy inni prawnicy w różny sposób starali się uzasadnić legalność tego rozwiązania.
Z perspektywy czasu ocenia się, że prace Giacomettiego z zakresu prawa konstytucyjnego okazały się mieć większy wpływ niż te dotyczące prawa administracyjnego.